# نهر جيكوتينهونا

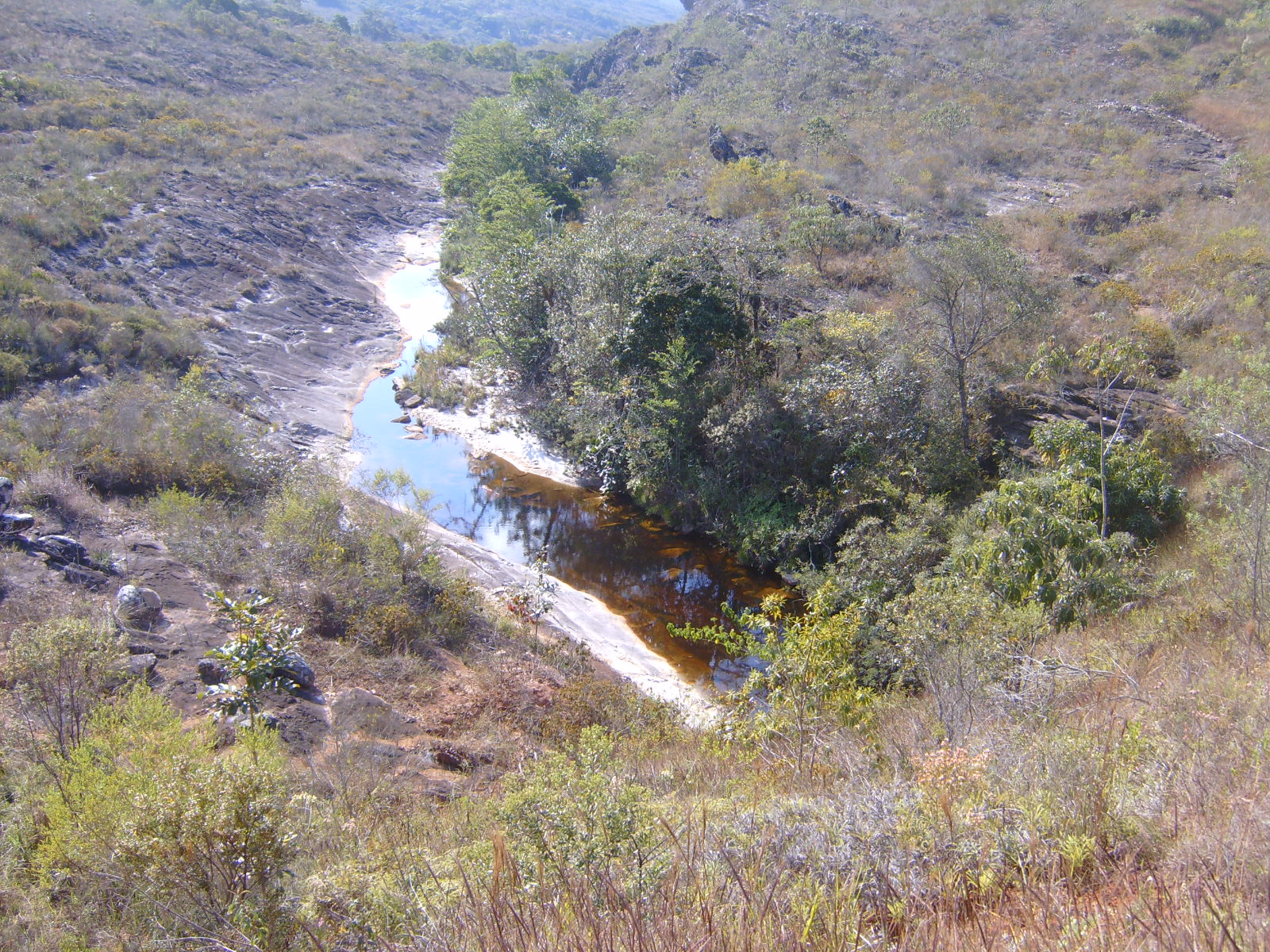
مصدر النهر في سيرو

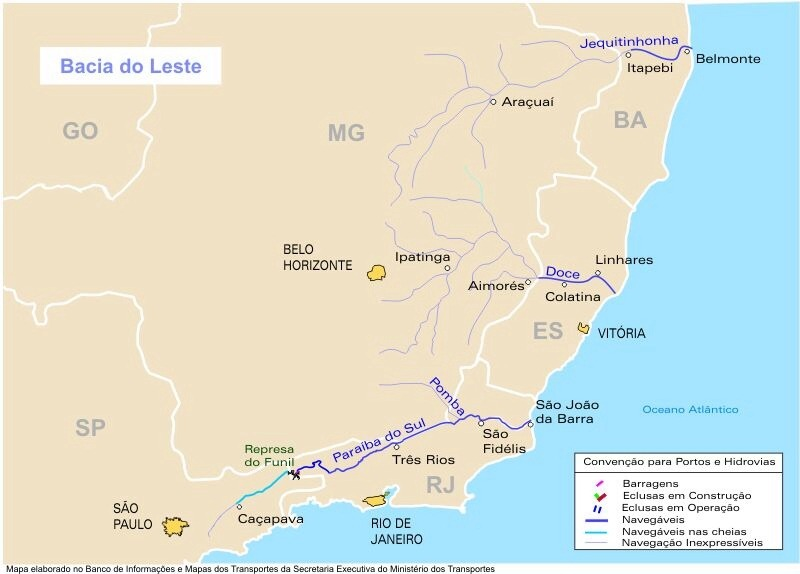
جنوب شرق البرازيل مع تسليط الضوء على الأنهار الرئيسية ؛ جيكوتينهونها هو أقصى الشمال

نهر جيكوتينهونا (Rio Jequitinhonha ؛ تلفظ برتغالي: ‎/ʒekitʃiˈɲõɲɐ/‏ جيكو - تينهونا) هي جريان وتدفقات أساسا على الطريق البرازيلي لولاية ميناس جرايس. يقع مصدرها بالقرب من ديامانتينا في جبال إسبينهاكو على ارتفاع 1,200 متر (3,900 قدم) ، وبعد ذلك يتدفق شمالًا ثم شرقًا إلى الشمال الشرقي عبر المرتفعات. في سالتو دا ديفيسا، يتوقف عند شلالات كوتشويرا على 43 متر (141 قدم) عالياً. ينحدر النهر إلى السهل الساحلي في مدينة جيكوتينهونا، والذي يُطلق عليه أيضًا اسم ريو غراندي دو بيلمونتي، ويصب في المحيط الأطلسي في بلمونتي بولاية باهيا بعد مسار حوالي 1,090 كيلومتر (680 ميل). الروافد الرئيسية هي نهر أراكوي، بياوي، ساو ميغيل، إيتاكامبيروكو، ساليناس، ساو بيدرو، وساو فرانسيسكو.
يعد وادي جيكوتينونها أحد أفقر مناطق البرازيل ولا يزال عرضة للإصابة بالحمى الصفراء المتوطنة. تغطي مساحة 78451 كيلومتر مربع (30290 ميل مربع)، أي ضعف مساحة سويسرا، ويبلغ عدد سكانها التقريبي مليون شخص، موزعين على حوالي 80 بلدية. وأكثرها اكتظاظًا بالسكان هي ألمينارا (36254 في عام 2004) وتقع في وسط جيكوتينونها.
يشتهر الوادي بمجموعة متنوعة من الأحجار الكريمة وبلدات الحقبة الاستعمارية والحرف اليدوية الفريدة والمناظر الطبيعية الخلابة التي خلدها المؤلف البرازيلي جواو غيماريش روسا.
معظم التربة قاحلة وتتأثر بشكل دوري بالجفاف أو الفيضانات. يبلغ عدد السكان النشطين اقتصادياً أكثر من 400.000، منهم 180.000 في المناطق الريفية يمارسون الزراعة البدائية وتربية الماشية. توظف الصناعة 50000 شخص وهي أهم مصدر اقتصادي للبلديات.
في الماضي كانت المنطقة مغطاة بالغابات ويحتلها السكان الأصليون. ما ساهم في إزالة الغابات وما أعقب ذلك من تدهور في المنطقة هو النشاط المفترس للتعدين واستخراج الماس.
توجد اليوم محاولات لتطوير عمل الحرفيين المحليين، وخاصة في صناعة الخزف. أثناء العيش في عزلة تامة، طوروا الأعمال اليدوية الخزفية التي تؤديها بشكل أساسي النساء المنتميات إلى جمعيات. إنهم يصنعون قطعًا نفعية مصنفة على أنها أكثر الأعمال الإبداعية للفن الشعبي البرازيلي. «الدمى» الشهيرة من تلك المنطقة هي في الواقع أباريق لحفظ المياه العذبة، وبالتالي تفقد هذه الوظيفة وتصبح أشياء زخرفية.
قامت شركة الكهرباء في ميناس جيرايس (CEMIG) ببناء محطة لتوليد الطاقة الكهرومائية على النهر بين بيريلو وجراو موغول. بدأت CEMIG العمل في عام 2002 وفي أبريل 2003 حولت النهر إلى نفقين بطول أكثر من 1.2 كيلومتر (ثلاثة أرباع ميل). تم الانتهاء من السد ومحطة الكهرباء في عام 2006.

## روابط خارجية
- صور Jequitinhonha
- خريطة لنهر دوسي وجيكويتينونها تم نسخها من الوثائق الموجودة في مجلس النواب من القرن التاسع عشر